# جان رایزلی-پریچارد
جان هنری آگوستین پریچارد (انگلیسی: John Henry Augustin Prichard؛ زادهٔ ۱۷ ژانویهٔ ۱۹۲۴ در هرفورد، درگذشتهٔ ۸ ژوئیهٔ ۱۹۹۳ در بان کای توان)، که بعداً به جان رایزلی-پریچارد (به انگلیسی: John Riseley-Prichard) تغییر نام داد، رانندهٔ مسابقات اتومبیل‌رانی فرمول یک اهل بریتانیا بود که در فصل ۱۹۵۴ در مجموع در یک گراند پری شرکت کرد، اما موفق به کسب هیچ امتیازی نشد.
رایزلی-پریچارد در ۸ ژوئیهٔ ۱۹۹۳ پس از تحمل یک دوره طولانی بیماری در بان کای توان درگذشت.